# 남대여
남대여(Men Vs. Women)는 한국에서 제작된 변장호 감독의 1970년 영화이다. 장동휘 등이 주연으로 출연하였고 보한산업 등이 제작에 참여하였다.

## 출연

### 주연
- 장동휘
- 황정순
- 김희라
- 문희

### 조연
- 장혁
- 최지희
- 성호진
- 김지수
- 김상국
- 오수미
- 독고성
- 도금봉
- 송해
- 오백산
- 석운아

## 제작진
- 각색: 김경일
- 각색: 신봉승
- 원작자: 변강전
- 제작책임: 노동제
- 제작부장: 주세진
- 촬영부: 김영대
- 촬영부: 이종석
- 조명: 김태성
- 조명부: 김영수
- 조연출: 박건태랑
- 기록: 변윤종
- 음향: 최형래
- 사운드: 이재웅
- 미술: 노인택
- 소품: 홍일남
- 진행주임: 김달호